# ユニオン・オブ・カトリック・アジアン・ニュース
ユニオン・オブ・カトリック・アジアン・ニュース（Union of Catholic Asian News、UCAN）は、アジアのカトリック教会に関する問題や事象を報道する通信社。1979年に香港で設立された。設立後、アジア最大のカトリック通信社となり、世界最大のカトリック通信社の一つとなった。
UCANの報道活動の主な目的は、アジアのカトリック信者の生活と体験を、アメリカ、ヨーロッパやそれ以外の場所に居住する信者に届けることである。現在、UCANはバングラデシュ、中国、東ティモール、香港、インド、インドネシア、韓国、ミャンマー、ネパール、パキスタン、フィリピン、スリランカ、ベトナムで事務局を運営している。
UCANは、中国、インドネシア、大韓民国、ベトナムで外国語版を運営している。